# Zdrowie (Łódź)
Zdrowie – dawna podłódzka miejscowość, od 1946 osiedle w zachodniej części Łodzi, w dzielnicy Polesie. Administracyjnie wchodzi w skład osiedla Zdrowie-Mania. Rozpościera się w rejonie ulic Zdrowie i Krakowskiej.
Jest to obszar zalesiony. Znajduje się tu m.in. Park na Zdrowiu.

## Historia
Zdrowie to dawna folwark, od 1867 w gminie Bruss. Pod koniec XIX wieku liczył 41 mórg obszaru i składał się zaledwie z dwróch domów zamieszkanych przez 8 osób. W okresie międzywojennym należało do powiatu łódzkiego w woj. łódzkim. W 1921 roku liczba mieszkańców wynosiła 333. Podczas II wojny światowej włączone do III Rzeszy.
Po wojnie Zdrowie powróciło na krótko do powiatu łódzkiego woj. łódzkim, lecz już 13 lutego 1946 wraz z likwidacją gminy Brus włączono je do Łodzi.